# Pantsarinkallio
Pantsarinkallio är en ö i Finland. Den ligger i Torne älv och i kommunen Pello i den ekonomiska regionen  Tornedalens ekonomiska region  och landskapet Lappland, i den norra delen av landet, 700 km norr om huvudstaden Helsingfors. Öns area är 0,1 hektar och dess största längd är 50 meter i sydväst-nordöstlig riktning.